# Cmentarz komunalny w Sopocie

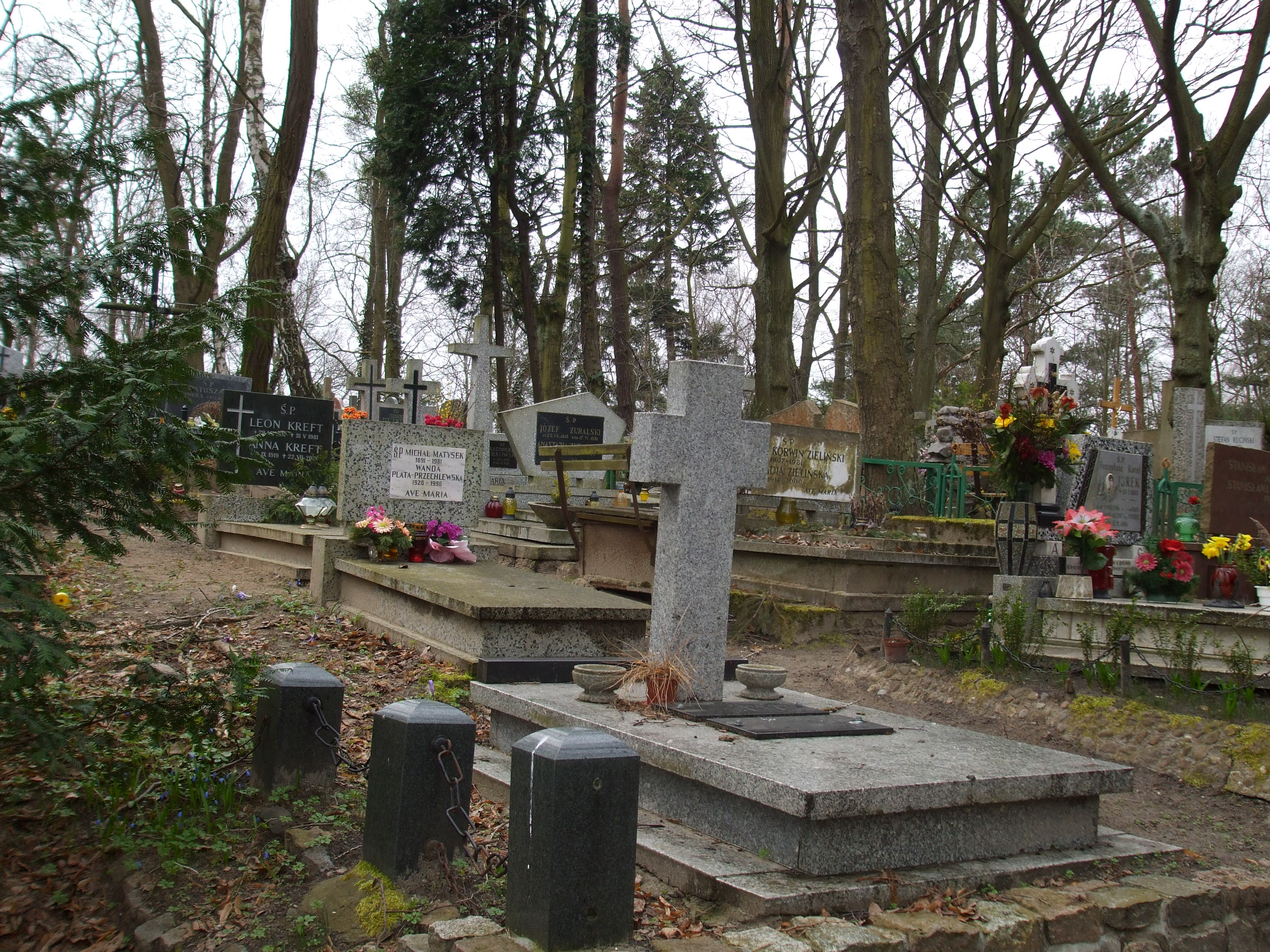
Cmentarz komunalny w Sopocie

Cmentarz komunalny w Sopocie – nekropolia miejska położona w Sopocie przy ul. Jacka Malczewskiego. Powstał w 1878 i pierwotnie był cmentarzem ewangelickim. W jego sąsiedztwie znajduje się cmentarz katolicki i cmentarz żydowski.

## Historia

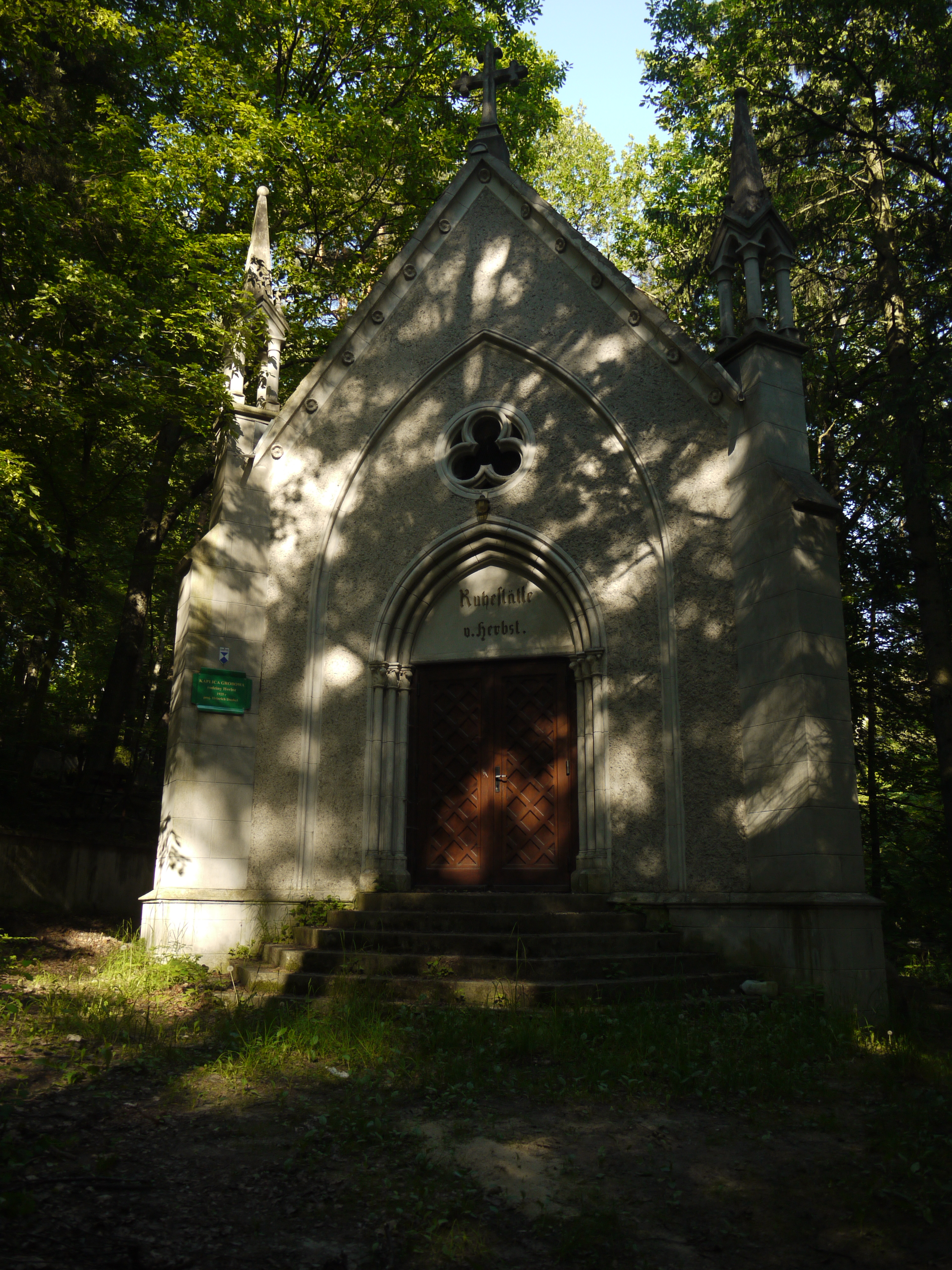
Kaplica grobowa rodziny von Herbst na cmentarzu komunalnym w Sopocie (zbudowana w 1921)

Cmentarz powstał w 1878 jako cmentarz ewangelicki i ten charakter zachował do końca II wojny światowej. Po włączeniu Sopotu do Polski stał się cmentarzem komunalnym. Większość nagrobków z pochówków ewangelickich zniszczono. Do XXI wieku zachowało się ich ok. 50. Najstarsze istniejące nagrobki pochodzą z lat 1915–1916.
Jednym z najbardziej okazałych miejsc pochówków jest wzniesiona w 1921 kaplica grobowa pochodzącej z Łodzi rodziny fabrykanckiej Herbstów, zaprojektowana przez Heinricha Dunkela, absolwenta berlińskiej Akademii Budowlanej, twórcę wielu willi w Sopocie. Kaplica posiada szatę wzorowaną na gotyku. Została poważnie zdewastowana po II wojnie światowej. Renowacji dokonano w 1989 i 2005.
Dawna kaplica cmentarna cmentarza ewangelickiego została w 1946 przejęta przez katolików. Przekształcono ją w kościół Najświętszego Serca Pana Jezusa.

## Pochowani na cmentarzu
- Bożena Aksamit (1966–2019) – polska dziennikarka, reportażystka, autorka książek, laureatka nagród dziennikarskich
- Jerzy Andrzejewski (1925–2008) – generał brygady Milicji Obywatelskiej
- Adolf Bielefeldt (1876–1934) – niemiecki architekt, realizujący swoje projekty m.in. w Gdańsku i Sopocie
- Edward Breza (1932–2017) – polski językoznawca, profesor zwyczajny Uniwersytetu Gdańskiego
- Zbigniew Ciesielski (1934–2020) – polski matematyk, członek rzeczywisty PAN, doktor honoris causa Uniwersytetu Gdańskiego
- Jerzy Ciszewski (1946–2018) – prawnik, radca prawny, notariusz, profesor Uniwersytetu Gdańskiego
- Konstanty Cudny (1928–2009) – inżynier budowy okrętów, profesor zwyczajny Wyższej Szkoły Marynarki Wojennej i Politechniki Gdańskiej
- Stanisława Fleszarowa-Muskat (1919–1989) – polska powieściopisarka, poetka, publicystka i dramaturg
- Andrzej Grubba (1958–2005) – polski tenisista stołowy, olimpijczyk
- Franciszek Grucza (1911–1993) – duchowny rzymskokatolicki, działacz i pisarz kaszubski
- Mirosław Hrynkiewicz (1945–2017) – polski architekt, pieśniarz, autor tekstów i kompozytor
- Roman Hordyński (1924-1986) – polski architekt, prezes Stowarzyszenia Architektów Polskich (1985–1986), powstaniec warszawski
- Jan Adam Kaczkowski (1977–2016) – duchowny rzymskokatolicki, doktor nauk teologicznych, bioetyk, działacz hospicyjny
- Roman Kosznik (1927–1974) – ekonomista, urzędnik państwowy i gospodarczy
- Hieronim Kozieł (1910–1970) – polski urzędnik państwowy
- Mirosław Krzysztofiak (1927–2018) – polski ekonomista, w latach 1985–1987 rektor Uniwersytetu Gdańskiego
- Jerzy Limon (1950–2021) – polski anglista, teatrolog i pisarz, twórca i pierwszy dyrektor Gdańskiego Teatru Szekspirowskiego
- Jerzy Młynarczyk (1931–2017) – profesor nauk prawnych, koszykarz, prezydent Gdańska (1977–1981), poseł na Sejm IV kadencji (2001–2005)
- Alfred Müller (1905–1980) – działacz komunistyczny, urzędnik państwowy i gospodarczy
- Marian Podgóreczny (1927–2018) – polski dziennikarz, radca prawny, pisarz, żołnierz Armii Krajowej
- Stanisław Podraszko (1911–1973) – prawnik, urzędnik państwowy i gospodarczy
- Bronisław Poplatek (1895–1974) – podpułkownik piechoty Wojska Polskiego
- Maciej Próchnicki (1961–2004) – muzyk rockowy, perkusista
- Marian Strzelecki (1924–1973) – polski malarz, nauczyciel akademicki Państwowej Wyższej Szkoły Sztuk Plastycznych w Gdańsku
- Tadeusz Szczepaniak (1931–2018) – ekonomista, profesor Uniwersytetu Gdańskiego
- Wanda Szczepuła (1916–2014) – polska mikrobiolog, profesor Politechniki Gdańskiej
- Elżbieta Szczodrowska (1921–2009) – gdańska rzeźbiarka
- Marian Teleszyński (1916–1985) – lekarz ortopeda, nauczyciel akademicki Akademii Medycznej w Gdańsku, cichociemny
- Alfred Wiśniewski (1916–2011) – profesor Państwowej Wyższej Szkoły Sztuk Plastycznych w Gdańsku
- Jerzy Zemke (1948–2018) – matematyk i ekonomista, profesor Uniwersytetu Gdańskiego